# 圣布里日达
圣布里日达（葡萄牙語：Santa Brígida）是巴西巴伊亚州的一个市镇。总面积848.873平方公里，总人口19538人，人口密度23人/平方公里。